# Софиевка (Софиевский район)
Софи́евка (укр. Софіївка) — посёлок, Софиевский поселковый совет, Криворожский район, Днепропетровская область, Украина.
Являлся административным центром Софиевского района и административным центром Софиевского поселкового совета, в который, кроме того, входят сёла Менжинка, Михайловка, Петрово, Тарасовка и Любимовка.

## Географическое положение
Посёлок городского типа Софиевка находится на берегу реки Каменка,
выше по течению примыкает село Запорожское,
ниже по течению примыкает село Вишнёвое.
Через посёлок проходят автомобильные дороги Н-11, Т-0419 и Р-06.

## История
В 1793 году на реке Каменке, на землях, пожалованных царскому генералу Дунину, возникла деревня Софиевка, названная по имени его невесты, которая была отнесена к Верхнеднепровскому уезду Екатеринославской губернии.
20 марта 1931 года началось издание районной газеты.
Во время Великой Отечественной войны в 1941—1943 годах селение находилось под немецкой оккупацией.
С 1957 года — посёлок городского типа. В 1961 году центр Сталинского района был перенесён из Вакулово в Софиевку. В середине 1970х годов здесь действовали сыродельный завод и завод продовольственных товаров.
В январе 1989 года численность населения составляла 8848 человек.
В июле 1995 года Кабинет министров Украины утвердил решение о приватизации находившегося в посёлке сырзавода.

## Экономика
- ООО «Злагода».
- ООО «Евро-Млин».
- ООО «Победа-Агро».
- Софиевский комбикормовый завод.
- ОАО «Софиевский сырзавод».

## Объекты социальной сферы
- Школа № 1.
- Школа № 2.
- Вечерняя школа.
- 3 детских сада.
- Софиевский профессиональный лицей.
- Дом школьника.
- Детская юношеская спортивная школа.
- Музыкальная школа.
- Районная больница.

## Транспорт
Находится в 12 км от железнодорожной станции Девладово (на линии Верховцево — Кривой Рог) Приднепровской железной дороги.

## Персоналии
- Кривошея, Владимир Владимирович (р. 1958) — первый заместитель директора Украинского института национальной памяти, доктор исторических наук. Член президиума правления Национального союза краеведов Украины.
- Федорченко-Тихий Дмитрий Васильевич (1901-1984) – участник повстанческого движения на Криворожье, декан Львовского сельскохозяйственного института (1947-1950), первый заведующий кафедрой тракторов и автомобилей, кандидат технических наук.